# 胡安格列戈

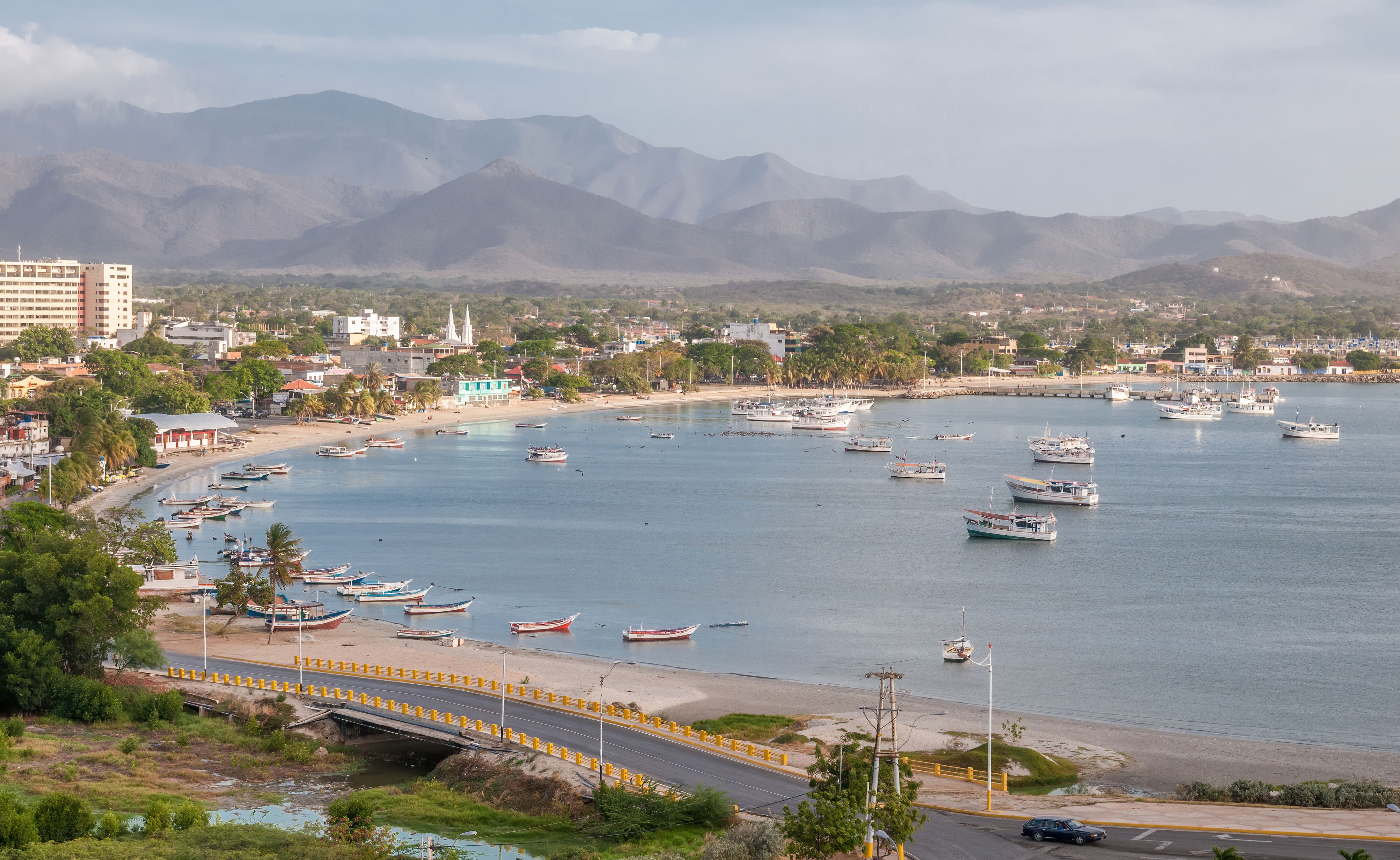

胡安格列戈是委內瑞拉的城鎮，由新埃斯帕塔州負責管轄，位於該國北部瑪格麗塔島東北岸，始建於1545年左右，面積43平方公里，海拔高度10米，2001年人口28,256。